# Fussballclub Staad 2015-2016 (femminile)
Questa voce raccoglie le informazioni riguardanti lo Fussballclub Staad (femminile) nelle competizioni ufficiali della stagione 2015-2016.

## Rosa
Rosa alla fine della stagione 2015-2016.
| N. |                     | Ruolo | Calciatrice         |
| -- | ------------------- | ----- | ------------------- |
| 1  | Svizzera (bandiera) | P     | Vanessa Lang        |
| 2  | Svizzera (bandiera) | C     | Alina Thoma         |
| 4  | Svizzera (bandiera) | C     | Rebekka Thoma       |
| 4  | Germania (bandiera) | D     | Lea Kalmbach        |
| 5  | Svizzera (bandiera) | C     | Seraina Ruckstuhl   |
| 6  | Germania (bandiera) | C     | Justyna Trzaskowski |
| 7  | Svizzera (bandiera) | D     | Jana Brunner        |
| 8  | Svizzera (bandiera) | C     | Claudia Stilz       |
| 9  | Svizzera (bandiera) | D     | Sarah Klotz         |
| 10 | Svizzera (bandiera) | A     | Franziska Sallmann  |
| 11 | Svizzera (bandiera) | A     | Rafaela Bisquolm    |

| N. |                          | Ruolo | Calciatrice                |
| -- | ------------------------ | ----- | -------------------------- |
| 12 | Svizzera (bandiera)      |       | Tamara Bigger              |
| 13 | Austria (bandiera)       | D     | Sabrina Horvat             |
| 14 | Austria (bandiera)       | D     | Jasmine Kirchmann          |
| 15 | Austria (bandiera)       |       | Hannah Theresia Oberdorfer |
| 16 | Svizzera (bandiera)      |       | Maida Alijagic             |
| 16 | Svizzera (bandiera)      |       | Martina Sätteli            |
| 17 | Svizzera (bandiera)      | A     | Bettina Peter              |
| 18 | Italia (bandiera)        | A     | Sabrina Petriella          |
| 18 | Svizzera (bandiera)      |       | Jessica Schärer            |
| 19 | Svizzera (bandiera)      | D     | Janine Schindler           |
| 24 | Liechtenstein (bandiera) | A     | Katja Beck                 |